# جيمي بالز
جيمي بالز (بالإنجليزية: Jimmy Bales)‏ هو سياسي أمريكي، ولد في 25 سبتمبر 1935 في الولايات المتحدة. حزبياً، نشط في الحزب الديمقراطي. وقد انتخب عضو مجلس نواب كارولاينا الجنوبية.